# スタントロン
スタントロン（Stunticons）は、『戦え!超ロボット生命体トランスフォーマー』に登場する架空の陸上部隊。デストロンに所属している。

## 概要
『戦え!超ロボット生命体トランスフォーマー』第41話（英語版では第55話）「ベクターシグマの鍵」PART 1より登場する、スポーツカーに変形するデストロンの数少ない陸上部隊である。5体が合体することにより、合体兵士 メナゾール / Menasorとなる。
全員が時速500km以上で陸上を走行可能。機動力とオートバリアで強化された装甲により派手なスタント走行も可能で、物資強奪や拉致などに活躍する。
5体とも悪いタイプの走り屋で、第53話（英語版では第63話）「スタースクリーム軍団」で公道でのぶっ壊しレースの真っ最中だったため、メガトロンの招集に即座に応じないほど。
海外版のテックスペックは、アニメ版とは対照的に「モーターマスターと他のメンバーが不仲であるため、チームワークは良くない」とされているが、日本版ではそういう記述はない。
登場した当初は声のエフェクトが強く、より機械的な声色であった。以後のエピソードでは、他のデストロン兵士たちと同様の声色になっている。

### 生い立ち
フレンジーが強奪した自動車をメガトロン自らの手で改造し、ベクターシグマにより悪の魂を与えられ誕生した破壊部隊。
部隊名は生命を与える前の試運転の際、フレンジーが発する「いくらサイバトロンでも、あんな凄いスタントはできませんぜ」という発言に由来している。民間で使用される自動車に変形するためか、よくサイバトロンと間違われ、地球での初任務では、それによってサイバトロンが濡れ衣を着せられるという事態まで発生する。

## メンバー
参謀 モーターマスター / Motormaster
声 - 戸谷公次 / HM - 小林通孝（第25話） / 英 - ロジャー・C・カーメル
スタントロン部隊のリーダー。ドスの利いた声で命令を下し、部隊から恐れられている。
コンボイトレーラー（玩具におけるモチーフは、ケンワースK-100 エアロダイン キャブオーバー）に変形する。元の車は警察を恐れない運転手が暴走させていた。
同じコンボイトレーラーに変形するサイバトロンの総司令官・コンボイを必要以上にライバル視し、陸の王者の座を賭けてコンボイに戦いを挑むが、返り討ちにされる。
メナゾールに合体する際には、胴体に変形する。
『2010』では、エネルギー不足にもかかわらず自らのエネルギーをガルバトロンを復活させるために差し出すなど、メンバーの中では冷静かつ忠実である反面、狂気に満ちたガルバトロンの行動に不信感を抱く。
武器はサイクロンガンとアイオナイザーソード。
なおアニメ版には登場しないが、小型車も搭載しており、メナゾールの胸部の装甲とすることもできる。
斥候 ブレークダウン / Breakdown
声 - 難波圭一、喜多川拓郎（第42話（英語版では第55話））、江原正士（第48話（英語版では第61話））速水奨（第48話（英語版では第61話）、2010 第1話） / 英 - ジャック・エンジェル→アラン・オッペンハイマー
ランボルギーニ・カウンタックLP500Sに変形する。改造前の車については不明。
メナゾールに合体する際には、右脚に変形する（アニメ版では玩具とは逆に、ボンネット側が下向きになった状態で合体する）。
有能で機転が利くタイプだが、自意識過剰な面が目立つ。武器は振動ライフルとビークルモード時にリアに装備するブラスターガン。
モーターマスター以外の4人は、メナゾールの手足として自由に合体できる（スクランブル合体システム）。
兵士 ドラッグストライプ / Drag Strip
声 - 片岡弘貴、速水奨（第42話（英語版では第55話））、島香裕（第61話（英語版では第58話））/2010 - 堀内賢雄 / 英 - ロン・ガンズ
六輪型のティレル・P34に変形する。元の車はレースの優勝車。
メナゾールに合体する際には、右腕に変形する。
勝負事に勝つことに強いこだわりを持ち、自己顕示欲が強い。
武器は重力を強めるグラビトガン。ビークルモードではリアに装備するプラズマエネルギーブラスターからプラズマエネルギーを発射可能だが、アニメ版では使用されていない。
テロリスト ワイルドライダー / Wildrider
声 - 城山知馨夫、島香裕（第42話（英語版では第55話））、喜多川拓郎（第47話（英語版では第59話）） /2010 - 塩屋翼 / 英 - テリー・マクガヴァーン
フェラーリ・308に変形する。前身の描写はない。武器はブラスター。
メナゾールに合体する際には、左脚に変形する（アニメ版では玩具とは逆に、ボンネット側が下向きになった状態で合体する）。
スタントロンの中でも特に乱暴な走りを好み、メンバーは彼の近くで走るのを嫌がる。
『バイナルテック』の海外版である『オルタネーターズ』のディセプティチャージの正体はワイルドライダーではないかという説がある。その根拠は、ディセプティチャージが『バイナルテック』で発売されると発表された際、ワイルドライダーとして発表されていたためである。その後ブラックウィドーに修正されたが、最終的にはカラーリングが変更されて、アーシーとなった。
兵士 デッドエンド / Dead End
声 - 江原正士、難波圭一（第53話（英語版では第63話））/2010 - 西村知道、石井敏郎（第1話） / 英 - フィリップ・L・クラーク
ポルシェ 928に変形する。銀行強盗が使っていた車が素体。
メナゾールに合体する際には、左腕に変形する。
武器はエア・コンプレッサーガン。他のデストロン兵士同様に空も飛べるが、そのことを卑怯だと思っている。
テックスペックでは座右の銘が「俺たちは皆、ただの錆の餌にすぎない（We are all just food for rust.）」となっており、「戦いに意義を見出せない悲観的な運命論者」の一面を覗かせる。
マスク状の口だが、エネルゴンキューブを摂取する際にはマスクの上部が開く。
『2010』では、エネルギー不足に陥っていた際に渋々エネルギーを差し出す。
『バイナルテック』ではダッジ・バイパーに変形。
このボディは本来、サイバトロン戦士のものになる予定だったものを強奪したもので、サンストリーカーと酷似した顔を持つ。
原隊であるスタントロンとは別行動を取っているが、BT体は合体機構に対応していないため、原隊に戻ると元のボディに戻されるのではと恐れている。
合体兵士 メナゾール / Menasor
声 - 戸谷公次 /HM - 大塚芳忠（第2話）、西村知道（第2話の途中から）/ 英 - ロジャー・C・カーメル、レジス・コーディック（2010）
スタントロン部隊の5体が合体した姿。スピードはもちろんパワーもすさまじく、デバスターはおろか、アニメ版ではテックスペック上で互角であるはずのブルーティカスも問題としない。
武器はモーターマスターと同じく、サイクロンガンとアイオナイザーソード。腕の内側にビーム砲を装備している。
OVA『スクランブルシティ発動編』では「パワータイプ（左右および手足部分を入れ替える）」が登場し、合体に手間取るスペリオンに対し、右腕を発射して取り付かせることにより合体を阻止している。
アニメ版では巨大化したモーターマスターの腕や脚に、他の4体が張り付くような描写がなされることもある。メガトロンに忠実なデストロンの究極兵器となるはずだったが5体の人格データが凶暴すぎて、予測不能な破壊衝動の塊となる。

## その後のスタントロン
日本製作のOVA『スクランブルシティ発動編』では、エアーボットに対抗して作られた新戦力として登場、エアーボットが合体したスペリオンと戦い増援のコンバットロンとともにスペリオンを追い詰める。
『ムービー』には登場しないものの、『2010』の冒頭では他のデストロンと同様、エネルギー不足に苦しみ、エネルゴンキューブの奪い合いに参加する。その後クインテッサの手により持ち直す。
その後は一部隊として活躍するが、5人がかりでロディマスコンボイとウルトラマグナスの両名に敗れるなど、コンバットロンと比べると、あまり活躍の場は描かれていない。
『ザ☆ヘッドマスターズ』ではダイノベース駐留部隊として登場する。
『Z』では、メナゾールがデストロン九大魔将軍の一人「情報将軍」として登場する。メナゾールに電子機器を搭載した姿となっている。声は平野正人が担当。

### コミック版
第1話では日本の資源を狙う先発隊として、街中に潜む。サイバトロンの登場と同時にメナゾールに合体するが、サイバトロンの高速道路を利用した攻撃の前に撤退する。
第5話では野球場を前線基地にするために出撃、駆け付けたガーディアンを倒すもスペリオンに足を撃たれる。その後グレイズとグルーブに合体され、空高く飛ばされる。
第7話ではサイバトロンに変装し、街を破壊するが、企みが露見し、メナゾールに合体しようとする。だが、モーターマスター以外は撤退し、モーターマスターはオンスロートとともにサイバトロンを攻撃するもインフェルノとホットスポットの連携攻撃により基地に吹き飛ばされる。
森藤よしひろの漫画にはデストロン最強最新鋭の舞台として登場。本作品のスペリオン同様メンバーの特長を活かした合体をして、両手に銃も構えた。

## 玩具
スタントロンはそれぞれ「D-50~54」のナンバーを与えられて発売。単品販売のほかに、セット販売としてメナゾールが「D-55」で1986年4月に発売された。
D-50 参謀 モーターマスター、D-51斥候 ブレークダウン、D-52兵士 ドラッグストライプ、D-53テロリスト ワイルドライダー、D-54兵士 デッドエンド
モーターマスターは玩具オリジナルの基地形態にも変形。日本版のみ、スプリングによるカタパルトを搭載。ダイナザウラーに接続可能。

## その他の作品に登場するスタントロン・メナゾール

### 『トランスフォーマー G-2』
ブレークダウン / Breakdown
スタントロン全員が発売される予定だったが、中止となり、ボットコンでブレークダウンだけが販売された。

### 『TitaniumSeries Transformers』
メナゾール / Menasor
ロディマスプライムの塗装変更品が、アメリカのイベントで限定発売され、日本でもトミーダイレクトから輸入発売された。

### 『超生命体トランスフォーマー ビーストウォーズネオ』
デッドエンド / Dead End
アンモナイトに変形する破壊工作兵 デッドエンドが登場する。名前以外の共通点はない。

### 『サイバートロン』
メナゾール（メナソール） / Menasor
『トランスフォーマー ギャラクシーフォース』のモールダイブの海外版での名称だが、名前以外の共通点はない。

### 『トランスフォーマー クラシック』
メナゾール / Menasor
EZコレクションのギャラクシーコンボイの海外版を、モーターマスターのカラーリングに塗り替えたもの。

### 『トランスフォーマー リベンジ』
デッドエンド / Dead End
玩具のみの展開として、スポーツカーに変形するデッドエンドが発売された。

### 『トランスフォーマー アニメイテッド』
アニメ版には登場しないが、ボットコンにて販売された。従来のアニメイテッド商品の仕様変更品であり、合体機構はない。デザインは同作でキャラクターデザインを担当したデリック・ワイアットが担当した。
デリック・ワイアットが描き下ろした同作の最終回後の後日談エピソードコミック「The Stunticon Job」によればサイバトロン星（セイバートロン星）のディセプティコンのサーカス団（チーム・スタンティコン/スタンティコンサーカス団/スタンティコン部隊）として初登場。
また『トランスフォーマー ジェネレーション2011 VOL.1』、海外ムック本『TRANSFORMERS ANIMATED: THE ALLSPARK ALMANAC II』、『TRANSFORMERS ANIMATED: THE COMPLETE ALLSPARK ALMANAC』によると企画案のみで終わった第4シーズンに登場する予定であった。
モーターマスター（ザ・モーターマスター） / The Motor Master
声 - （日本版未放送） / 英 - グレッグ・バーガー（ボットコン2011）
スタンティコン部隊（チーム・スタンティコン）のリーダーであり、サーカス団（スタンティコンサーカス団）の団長。
ヴォイジャークラスのオプティマスプライム（コンボイ）の仕様変更品。トランスフォーマー レガシー ユナイテッド TL-86 モーターマスター (アニメイテッド) でトランスフォーマー TL-63 オプティマスプライム（アニメイテッド）の仕様変更品（彩色変更品）として発売された。
フロント部分が足になっていないが、頭部はG1（初代）のような箱の中に顔が付いているデザインを再現している。
オプティマスプライム（コンボイ）に似ている姿形や見た目はオプティマスプライム（コンボイ）のクローンの設定。
ウイングブレードモーターマスター（ウイングブレード・ザ・モーターマスター） / Wingblade The Motor Master
モーターマスター（ザ・モーターマスター）がウイングブレードオプティマスプライムと同じ安定翼の付いたジェットパックを装着した形態。
ブレークダウン / Breakdown
声 - （日本版未放送） / 英 - クリス・ホー（ボットコン2011）
ロディマスの仕様変更品。相当の不幸体質。
デットエンド（デッドエンド） / Dead End
声 - （日本版未放送） / 英 - デビッド・ケイ（ボットコン2011）
ジャズの仕様変更品。
カラーリングが変更されている。
ドラッグストリップ（ドラッグストライプ） / Drag Strip
声 - （日本版未放送） / 英 - モーガン・ロフティング（ボットコン2011）
配色はドラッグストリップをイメージしたものに変更されている。なお、ドラッグストリップは男性だがアニメイテッドおよびBOTCON2011版では女性となっている。
アーシーの仕様変更品。
カラーリングが変更されている。スタンティコン部隊（チーム・スタンティコン）の女性戦士。
トランスフォーマーレジェンズの漫画版のエピローグで投獄された状態で登場している。
ワイルドライダー / Wildrider
声 - （日本版未放送） / 英 - ニール・ロス（ボットコン2011）
ブレイジングロックダウンの仕様変更品。
トキシトロン / Toxitron
声 - （日本版未放送） / 英 - デビッド・ケイ（ボットコン2011）
6人目の新メンバー。設定ではザ・ドクター（スカルペル）とオイルスリックによってスタンティコンのプロトタイプとして誕生し、失敗作とみなされたものの後のネメシスプライム（ブラックコンボイ）完成への布石になったとされている。
ヴォイジャークラスのオプティマスプライム（コンボイ）の仕様変更品。
カラーリングが変更されている。

### 『超ロボット生命体 トランスフォーマー プライム』
偵察兵 ウォーブレークダウン / Breakdown（War Breakdown）
声 - 伊丸岡篤 / 英 - アダム・ボールドウィン
青いMRAP（耐地雷待ち伏せ防護車両）風の大型装甲車に変形する。
重傷を負ったメガトロンの治療のため、第10話からノックアウト（メディックノックアウト） / Knock Out（Medic Knockout）の助手としてスタースクリームによって呼び寄せられた。
性格は好戦的で短気。ディセプティコン屈指のパワーファイター。日本語版における一人称は「俺」で、口癖の「壊すのだーい好き！」と「ぶっ壊す！」に現れているように非常に好戦的で、戦いでは常に最前線に飛び込んでいく。オートボットのバルクヘッドとは互いを認め合う因縁のライバル同士であり、劇中でも何度も激突する。
「偵察兵」に似合わない巨躯の持ち主だが、元は小柄なボディだったのを、バルクヘッドとの戦いのために強化改造を繰り返した末に現在に至ったとされる。後に玩具で発売されたスタントワイルドライダーの設定によれば、彼と同じく「スタンティコン部隊」の一員であるとのこと。
第16話で一時メックによって拉致され、トランスフォーマーの生態調査のために解体されかける。その際右目を抜かれてしまい、以降は眼帯を装着するようになる。第33話でメガトロンからドレッドウイングと共にエアラクニッドの謀殺を命じられるが、返り討ちに遭いバラバラにされて死亡した後、遺体はM.E.C.H.（メック）に回収されサイラス復活に利用されることになった。なお、エアラクニッドを異性として意識している旨をビーコンに打ち明けることがあった。
武器は片腕から変形させるハンマーと左肩のキャノン砲。左肩のキャノン砲にはミサイルも搭載されている。玩具のテックスペックには、元々は小柄な体の偵察兵だったのを肉体改造を繰り返して現在の体を手に入れた、という経緯が記載されており、スタントワイルドライダーのテックスペックではスタンティコン部隊のメンバーでもあったと記載されている。
『深夜の完全変形2時間スペシャル!』でのインタビューでは、メガトロンが眠っている間に磨いたのは自分だと語り、もっと優しくしてくれと本音を出し、続くこれからの見どころではメディックノックアウトと共に漫才コンビ・ノックダウンを組んでM-1グランプリ優勝を目指そうとしたが、メガトロンにもうやってないと言われ、彼の部下になった。
原語版のOP映像には登場しないが、日本語版のOP映像とED映像では第14話からメディックノックアウトと共に登場し、第40話以降はいなくなった。
原語版では「Breakdown」だが、日本では商標の関係か「ウォーブレークダウン」に変更された。
玩具は日本限定。
公式人気投票のキャラクター部門では第7位（36票）で、トイ部門では第5位（59票）。
日本版の玩具シリーズの「ユナイトウォリアーズ」ではゾンビウォーブレークダウンとして復活を果たしている。
暴走兵 スタントワイルドライダー / Wildrider（Stunt Wildrider）
玩具のみでアニメ未登場。販売は日本限定。ホイルジャックの仕様変更品。
ウォーブレークダウンと同じスタンティコン部隊の一員。メガトロンですら持て余すほどの凶暴性の持ち主で、他のディセプティコンと関わらずに単独で行動する。
ホイルジャックを永遠のライバルとし、彼との決着をつけるために同型のスポーツカーをスキャニングする。
デッドエンド / Deadend
玩具のみでアニメ未登場。販売は日本未発売。ホイルジャックの仕様変更品。スポーツカーから変形する。
元は多弁な性格だったが、長時間ダークエネルゴンを浴び続けた結果、寡黙な性格へと変わる。その視線は、仲間のスパークすらも獲物として狙う。

### 『トランスフォーマー アドベンチャー』
日本未放送のシーズン3『Combiner Force（コンバイナーフォース）』の前半にてメインヴィランを務める。スタンティコン部隊（スタンティコンズ）の名前で第1話（第46話）より登場する。モーターマスターをリーダーとするディセプティコンの一団。大地を全て自分たちの支配する舗装道路とすることを目論んでおり、そのために地球に眠るサイバトロン星由来の遺物を捜索しており、チーム・バンブルビーと対立した。
モーターマスター / Motormaster
声 - （日本版未放送） / 英 - トラヴィス・ウィリン
本作品の前半のメインヴィラン的存在。第2話（第47話）より登場する。スタンティコン部隊（スタンティコンズ）のリーダーで、キャブオーバータイプのトレーラートラックまたはフルトレーラーに変形する。「道路の王」のなるという野望を持ち、一味を恐怖で統率している。
武器は両刃の大剣。メナゾール（メナゾー/メナソー）に合体する際には胴体に変形する。
ヒートシーカー / Heatseeker
声 - （日本版未放送） / 英 - マイキー・ケリー
第1話（第46話）より登場する。最初に登場したスタンティコン部隊（スタンティコンズ）の一員で、グレーを基調としたスポーツ・ユーティリティ・ビークルに変形する。好戦的かつ粗暴な性格で、暴れ回ることを生きがいとする。『初代』アニメシリーズにおけるワイルドライダーに相当する。
メナゾール（メナゾー/メナソー）に合体する際には左脚に変形する。ヒートマークに合体する際には胴体（上半身）に変形する。
ドラッグストリップ / Dragstrip
声 - （日本版未放送） / 英 - モーリス・ラマーシュ
第6話（第51話）より登場する。『初代』アニメシリーズに登場したドラッグストライプがモデルだが、本作品ではスポーツカーに変形する。日和見主義な性格で、利益のためなら仲間を裏切ることもある。
メナゾール（メナゾー/メナソー）に合体する際には右腕に変形する。ドラッグブレークに合体する際には胴体（上半身）に変形する。
ワイルドブレーク / Wildbreak
声 - （日本版未放送） / 英 - デイヴ・ウィテンバーグ
第6話（第51話）より登場する。紺色を基調としたスポーツカーに変形する。臆病で主体性に欠ける性格で、よくコンビを組むドラッグストリップを苛立たせることもしばしば。『初代』アニメシリーズに登場したデッドエンド に相当するキャラだが、名前やデザインはワイルドライダーとブレークダウンに近い。またドラッグブレークの玩具では、なぜかドラッグストリップでなく彼がドラッグレースカーに変形する。
メナゾール（メナゾー/メナソー）に合体する際には左腕に変形する。ドラッグブレークに合体する際には胴体（下半身）に変形する。
スラッシュマーク / Slashmark
声 - （日本版未放送） / 英 - デビッド・ケイ
第12話（第57話）より登場する。最後に登場したスタンティコン部隊（スタンティコンズ）の一員で、白と青を基調としたスポーツ・ユーティリティ・ビークルに変形する。傲慢な性格で、よく口悪く相手を侮蔑する。武器はタイヤからエネルギーフィールドを発生させた丸鋸やチャクラム。『初代』アニメシリーズに登場したブレークダウンをモデルとしている。
メナゾール（メナゾー/メナソー）に合体する際には右脚に変形する。ヒートマークに合体する際には胴体（下半身）に変形する。
ドラッグブレーク / Dragbreak
声 -（日本版未放送） / 英 - モーリス・ラマーシュ
第6話（第51話）より登場する、ドラッグストリップとワイルドブレークのスタンティコン部隊（スタンティコンズ）2体が合体した姿。ドラッグストリップが上半身に変形し、ワイルドブレークが下半身に変形し、合体する。合体前の2体よりもマッシブな体格のおかげでパワフルな戦闘スタイルで戦い、ワイルドブレークの優柔不断さを補うことが出来る。
ヒートマーク / Heatmark
声 - （日本版未放送） / 英 - マイキー・ケリー
第12話（第57話）より登場する、ヒートシーカーとスラッシュマークのスタンティコン部隊（スタンティコンズ）2体が合体した姿。ヒートシーカーが上半身に変形し、スラッシュマークが下半身に変形し、合体する。ヒートシーカーの好戦的な性格と、スラッシュマークのエネルギーフィールドを生み出す能力を武器とする。
メナゾール（メナゾー/メナソー） / Menasor
声 - （日本版未放送） / 英 - トラヴィス・ウィリン
第15話（第60話）より登場する、スタンティコン部隊（スタンティコンズ）の5体が合体した姿。
武器はモーターマスターと同じく両刃の大剣。強力なパワーを誇るが、中心となるモーターマスターの恐怖支配や、メンバー全員が性格に難のある問題児ばかりなこともあり、ワイルドブレークやヒートマークより合体時の連携は悪い。

### 『Transformers:War for Cybertron（トランスフォーマー: ウォー フォー サイバトロン）』
ブレークダウン/Breakdownが初期キャラクター、デッドエンド/Dead Endが購入特典として操作可能。性格がほぼG1（初代）の設定で、合体はしない。